# Bologna FC 1909
Bologna Football Club 1909 este un club de fotbal din Bologna, Italia, care evoluează în Serie A. Echipa își desfășoară meciurile de acasă pe Stadio Renato Dall'Ara cu o capacitate de 38.000 locuri.

## Istoric
Fondată în 1909, Bologna a fost membră fondatoare a Serie A și a câștigat multe dintre campionatele sale la sfârșitul anilor 1930. Clubul a cedat orice dominație în campionat până în 1964, când a câștigat ultimul său titlu de campion de până acum. A câștigat două titluri Coppa Italia în anii 1970, înainte de a se lupta pentru evitarea retrogradării în a doua parte a secolului al XX-lea. Bologna și-a schimbat proprietarul de mai multe ori la începutul anilor 2000 și 2010, din cauza proastei administrări financiare, și ulterior s-a stabilizat sub conducerea unui consorțiu canadian condus de Joey Saputo.
Bologna a participat la 75 de sezoane din Serie A, ceea ce reprezintă al nouălea cel mai mare număr de sezoane din istoria fotbalului italian. Clubul joacă din 1927 pe Stadio Renato Dall'Ara, care este al zecelea stadion ca număr de locuri din Serie A.

## Trofee câștigate
| Tip      | Competiție   | Număr | Sezoane                                                       |
| -------- | ------------ | ----- | ------------------------------------------------------------- |
| Domestic | Serie A      | 7     | 1924–25, 1928–29, 1935–36, 1936–37, 1938–39, 1940–41, 1963–64 |
| Domestic | Coppa Italia | 3     | 1969–70, 1973–74, 2024–25                                     |
| Domestic | Serie B      | 2     | 1987–88, 1995–96                                              |
| Domestic | Serie C      | 1     | 1994–95                                                       |

## Numele clubului
- 1909 - Bologna Football Club
- 1927 - Bologna Sezione Calcio
- 1934 - Bologna Associazione Gioco Calcio
- 1945 - Bologna Football Club
- 1993 - Bologna Football Club 1909

## Lotul actual
La 4 august 2025
| Nr. |           | Poziție | Jucător                                 |
| --- | --------- | ------- | --------------------------------------- |
| 1   | Polonia   | P       | Łukasz Skorupski                        |
| 2   | Suedia    | F       | Emil Holm                               |
| 3   | Austria   | F       | Stefan Posch                            |
| 5   | Serbia    | F       | Mihajlo Ilić                            |
| 6   | Croația   | M       | Nikola Moro                             |
| 7   | Italia    | A       | Riccardo Orsolini                       |
| 8   | Elveția   | M       | Remo Freuler                            |
| 9   | Argentina | A       | Santiago Castro                         |
| 10  | Italia    | M       | Federico Bernardeschi                   |
| 13  | Italia    | P       | Federico Ravaglia                       |
| 15  | Italia    | F       | Nicolò Casale                           |
| 16  | Italia    | M       | Tommaso Pobega (împrumutat de la Milan) |
| 17  | Italia    | A       | Ciro Immobile                           |

| Nr. |               | Poziție | Jucător                             |
| --- | ------------- | ------- | ----------------------------------- |
| 19  | Scoția        | M       | Lewis Ferguson (căpitan)            |
| 21  | Danemarca     | A       | Jens Odgaard                        |
| 22  | Grecia        | F       | Charalampos Lykogiannis             |
| 23  | Suedia        | A       | Jesper Karlsson                     |
| 24  | Țările de Jos | A       | Thijs Dallinga                      |
| 26  | Columbia      | F       | Jhon Lucumí                         |
| 28  | Italia        | A       | Nicolò Cambiaghi                    |
| 29  | Italia        | F       | Lorenzo De Silvestri (vice-căpitan) |
| 30  | Argentina     | A       | Benja Domínguez                     |
| 33  | Spania        | F       | Juan Miranda                        |
| 41  | Cehia         | F       | Martin Vitík                        |
| 80  | Italia        | M       | Giovanni Fabbian                    |

### Împrumutați
| Nr. |         | Poziție | Jucător                                                        |
| --- | ------- | ------- | -------------------------------------------------------------- |
|     | Italia  | P       | Nicola Bagnolini (la Gubbio până pe 30 iunie 2026)             |
|     | Italia  | P       | Davide Franzini (la Bra până pe 30 iunie 2026)                 |
|     | Chile   | P       | Thomas Gillier (la Montréal până pe 30 iunie 2026)             |
|     | Italia  | P       | Francesco Raffaeli (la Ospitaletto până pe 30 iunie 2026)      |
|     | Italia  | F       | Wisdom Amey (la Pianese până pe 30 iunie 2026)                 |
|     | Italia  | F       | Mattia Motolese (la Pro Patria până pe 30 iunie 2026)          |
|     | Uruguay | F       | Joaquín Sosa (la Independiente Santa Fe până pe 30 iunie 2026) |
|     | Italia  | F       | Riccardo Stivanello (la Torres până pe 30 iunie 2026)          |

| Nr. |          | Poziție | Jucător                                                  |
| --- | -------- | ------- | -------------------------------------------------------- |
|     | Elveția  | M       | Michel Aebischer (la Pisa până pe 30 iunie 2026)         |
|     | Maroc    | M       | Oussama El Azzouzi (la Auxerre până pe 30 iunie 2026)    |
|     | Finlanda | M       | Niklas Pyyhtiä (la Modena până pe 30 iunie 2026)         |
|     | Italia   | M       | Manuel Rosetti (la Carpi până pe 30 iunie 2026)          |
|     | Italia   | A       | Gennaro Anatriello (la Potenza până pe 30 iunie 2026)    |
|     | Italia   | A       | Tommaso Ebone (la Trento până pe 30 iunie 2026)          |
|     | Italia   | A       | Antonio Raimondo (la Frosinone până pe 30 iunie 2026)    |
|     | Italia   | A       | Tommaso Ravaglioli (la Campobasso până pe 30 iunie 2026) |